# Ecaterina Orb-Lazăr
Ecaterina Orb-Lazăr (n. 7 mai 1935, Turda, județul Cluj) este o scrimeră română specializată pe floretă, laureată cu bronz la Campionatul Mondial de Scrimă din 1961 de la Torino. A fost campioană a României în 1957. A participat la două ediții ale Jocurilor Olimpice: Melbourne 1956 și Roma 1960.